# El Almendro
El Almendro là một khu tự quản thuộc tỉnh Río San Juan, Nicaragua. Khu tự quản El Almendro có diện tích 1009 ki lô mét vuông. Đến thời điểm năm 2005, huyện El Almendro có dân số 13363 người.